# Кладнов
Кладнов (укр. Кладнів) — село в Устилугской городской общине Владимирского района Волынской области Украины.
Население по переписи 2001 года составляло 4 человека, все указали украинский язык родным. Почтовый индекс — 44711. Телефонный код — 3342. Занимает площадь 0,001 км².